# 대명교통
대명교통(大明交通)은 대구광역시의 시내버스 운송 업체로, 본사는 대구광역시 달서구 대천동공영차고지에 있고, 면허등록지는 대천동으로 이전하기 전의 차고지 소재지였던 대구광역시 달성군 화원읍 구라리로 되어 있다.
다른 대구광역시 시내버스 회사들과 달리 달성군에 차적이 있어서, 1982년 9월 번호판이 대구 5 대신 대구 6로 되어 있고 1996년 9월 번호판이 대구 70 대신 대구 78로 되어 있다.

## 개요
- 1979년 11월 20일에 시내버스 운송면허를 취득하여 경상여객 대구 경북 달성군 화원 구라리 영업소 분리 독립 설립했다.[1]
- 원래는 달성군 화원읍 구라리 대곡역 근처에 차고지가 있었다.
- 한때 1998년 5월 808번 1970년대 후반 1979년 11월 후반 35번 입석 대곡 ~ 금호 대구대 대명교통 삼천리버스만 공동배차 고정배차 하기도 했다.
- 2006년 9월에 세운버스와 함께 달서구 대천동공영차고지로 이전하였다.
- 2021년 12월에는 대천동공영차고지에 전기버스 충전기를 설치하고, 일렉시티와 아폴로 1100을 각 1대씩 인도받아 836번에 투입하여 전기버스 운용을 시작했다.

## 보유 차종
- 현대자동차 - 현대 뉴 슈퍼 에어로시티, 현대 저상 뉴 슈퍼 에어로시티, 현대 블루시티, 현대 일렉시티
- 우진산전 - 우진산전 아폴로 1100

## 차고지
- 대구광역시 달서구 달서대로 117 (대천동)
- 면허지: 대구광역시 달성군 화원읍 구라리

## 노선
| 노선번호 | 운행경로 기점 ↔ 중간경유지 ↔ 종점 | 운행경로 기점 ↔ 중간경유지 ↔ 종점 | 운행경로 기점 ↔ 중간경유지 ↔ 종점 | 운행대수    | 비고                    |
| -------- | --------------------------------- | --------------------------------- | --------------------------------- | ----------- | ----------------------- |
| 156번    | 동구 용계동                       | 중구 동성로2기 CGV대구한일        | 달서구 갈산동 신흥버스            | 5 (저상 1)  | 경북교통, 세운버스 공배 |
| 326번    | 달서구 대국동 남도버스            | 안지랑네거리                      | 북구 산격동 유통단지              | 10 (저상 5) | 관음교통 공배           |
| 618번    | 달서구 대곡동 대곡공영차고지      | 북구 칠성동2가 대구역             | 동구 동호동 상록아파트            | 1 (저상 1)  | 세진교통, 우창여객 공배 |
| 836번    | 동구 동호동공영차고지             | 북구 고성동3가 DGB대구은행파크    | 달서구 대천동공영차고지           | 9 (저상 7)  | 대덕교통 공배           |
| 달서1번  | 달서구 대천동공영차고지           | 달서구 이곡동 성서산업단지역      | 달성군 다사읍 매곡리공영차고지    | 14 (저상 7) | 해피투게더현대교통 공배 |
| 달서3번  | 달성군 화원읍 성산리 화원동산     | 달서구 상인1동 상인네거리         | 달서구 갈산동 신흥버스 차고지     | 9 (저상 7)  | 신흥버스 공배           |
| 달성1번  | 고령군 다산면 상곡리 다산회차지   | 달성군 화원읍 구라리              | 달서구 대곡동 대곡역              | 1 (저상 1)  | 단독운행                |
| 예비     |                                   |                                   |                                   | 3 (저상 0)  | 단독운행                |
| 7종      |                                   |                                   |                                   | 52대        |                         |

## 갤러리

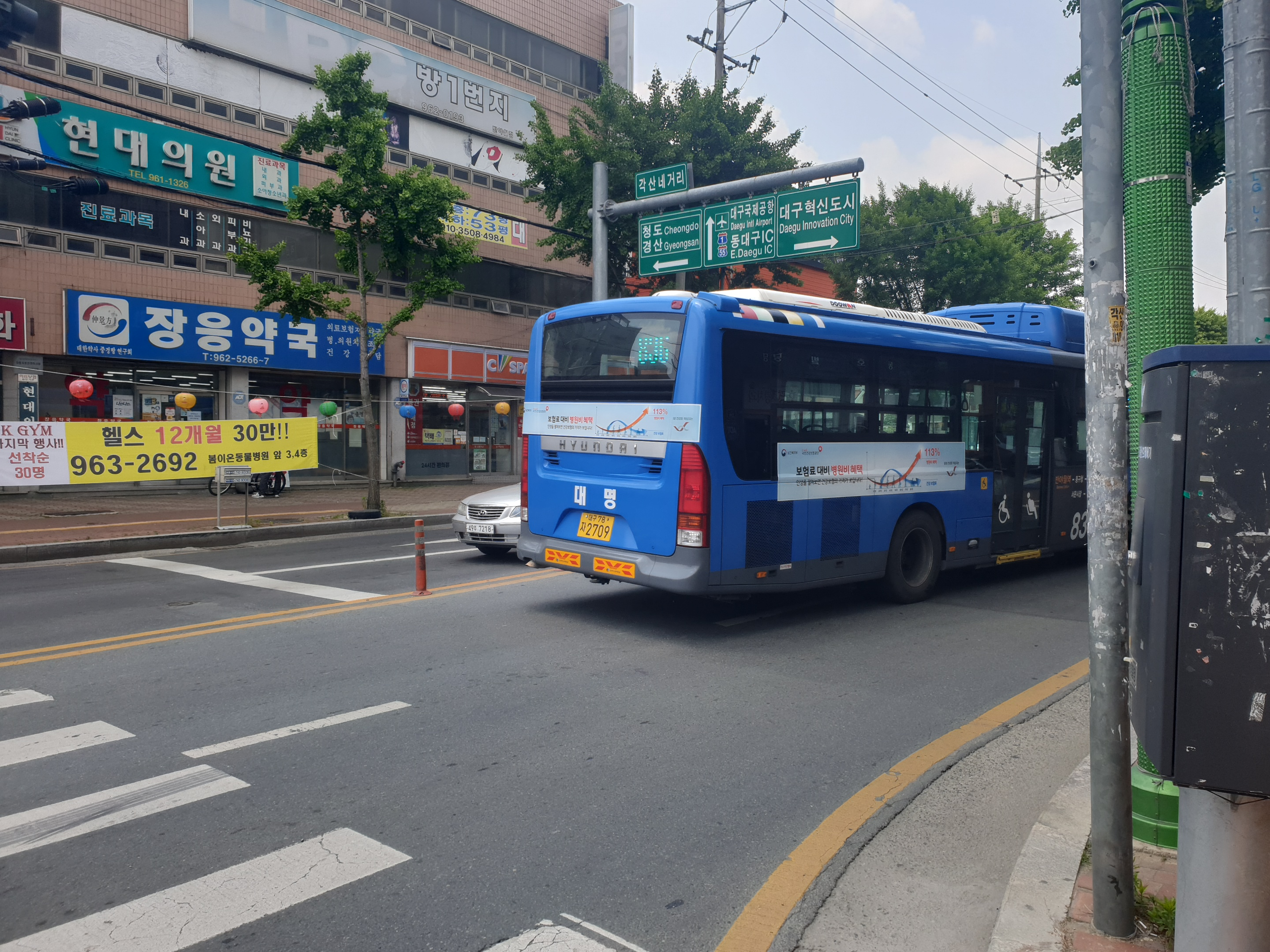
대구시내버스 836번